# ひぐらしのなく頃に奉
『ひぐらしのなく頃に奉』（ひぐらしのなくころにほう）は、同人サークル「07th Expansion」による日本のサウンドノベル作品。タイトルは『ひぐらしのなく頃に奉』のように「な」を赤文字で表記する。2014年8月17日に「コミックマーケット86」にて頒布された。
これまでの『ひぐらしのなく頃に』シリーズ『解』『礼』と新規シナリオを収録した永久保存版。今回初スクリプト化された「雛見沢停留所」と「ひぐらしアウトブレイク」に加え、完全新規書き下ろしシナリオ「ひぐらしアウトブレイク〜神姦し編〜」が新たに収録されている。
リマスター版として『ひぐらしのなく頃に奉+』が存在する。

## 新規収録シナリオ
雛見沢停留所
『ひぐらしのなく頃に』の原点となる作品。竜騎士07が過去に書いた舞台脚本をスクリプト化したもの。2015年には『雛見沢停留所 〜ひぐらしのなく頃に原典〜』として舞台化されている。
ひぐらしアウトブレイク
『ひぐらしデイブレイク』発表時に書き下ろされた外伝作品。2013年には『ひぐらしのなく頃に拡〜アウトブレイク〜』としてアニメ化されている。
ひぐらしアウトブレイク〜神姦し編〜
ひぐらしアウトブレイクの続編。完全新規書き下ろしシナリオ。

## 主題歌
「あの日へ」
癒月による主題歌。作詞は佐倉かなえとdai、作曲はdai、編曲はMorrigan。
「ひぐらしブレイクアウト!」
本木咲黒による神姦し編のエンディングテーマ。作詞は本木咲黒、作曲・編曲はxaki。
「そらのむこう（yours Ver.）」
結月そらによる神姦し編のエンディングテーマ。作詞は結月そら、作曲・編曲はdai。
「ZENMOU CAST -ACT2-」
劇場テノールによる雛見沢停留所のエンディングテーマ。作詞は新城歌澄、作曲はTaNa、編曲は劇場テノール。

## 開発
新規シナリオを書き下ろすに至ったきっかけは、竜騎士07のファンたちに対する感謝の気持ちにあるという。タイトルの『奉』は、ファンたちと神様に作品を奉納することを意味している。
2014年のタイミングで『奉』を制作したのは、次のステージにシフトチェンジするためだと竜騎士07は語る。2014年は竜騎士07が30代から40代へと差し掛かる年であった。竜騎士07は世代によってつくれる作品は変化すると考えており、30代としての最後の活動を締めくくる意味で『奉』を制作したという。

## ひぐらしのなく頃に奉+
シリーズ20周年を記念して2022年1月28日に発売された。『ひぐらし』シリーズのメインシナリオ全話に加えて、新規シナリオ「女剥し編」を収録している。
『奉』との違い
1. ゲームエンジンが「NScripter」から「PonScripter」に変更された。そのため、画面上部のメニューバーが撤去され、前作よりも画面解像度が向上している。また、ワイドモニターに対応しているため、フルスクリーンにすると画面が横伸びする問題が解消されている。
2. 効果音や楽曲、立ち絵などが一部差し替えられている。差し替え後のBGM制作はxakiが担当している。

### 新規収録シナリオ（奉+）
女剥し編
テレビアニメ『ひぐらしのなく頃に業』映像ソフトの特典をスクリプト化したもの。

## コンシューマー版
エンターグラムによる家庭用ゲーム。Nintendo Switch向けソフトが2018年7月26日に、PS4向けソフトが2019年1月24日にそれぞれ発売された。2020年8月27日には価格改定をしたベスト版が発売。2023年6月22日には、追加コンテンツ『ひぐらしのなく頃にOrigin』が発売された。
『ひぐらしのなく頃に粋』の19シナリオに加えて、「雛見沢停留所」「ひぐらしアウトブレイク」「ひぐらしアウトブレイク〜神姦し編〜」「罰恋し編」の4シナリオを新規収録している。
「雛見沢停留所」のキャラクターデザインには、コミカライズ版の作画を担当したともぞを起用。また、舞台『雛見沢停留所 〜ひぐらしのなく頃に原典〜』に出演した俳優をキャストとして起用している。

### 主題歌（コンシューマー版）
「僕達はもう知ってる」
松澤由美によるオープニングテーマ。作詞・作曲は志倉千代丸、編曲はハマサキユウジ。
「OriginalZ」
本木咲黒による『ひぐらしのなく頃にOrigin』のオープニングテーマ。作詞は佐倉かなえと本木咲黒、作曲はdai・M.Zakky・ラック眼力の3人、編曲はxaki。

### 追加コンテンツ
「竜騎士07が描いた原点をCSゲーム機でプレイしたい」とのファンの要望から生まれた。新機能オリジンモードが追加され、新たに「女剥し編」がフルボイス収録される。また、新規オープニングムービーが収録される。
オリジンモードの機能・変更点
- 選択肢が削除され、原作同様の単話構成に変更されている。原作通りの順番で物語が進行する。
- 作中の表現を原作に近づけるため、約4000ワードのセリフが再収録されている。
- 立ち絵切り替え機能が追加。竜騎士07の立ち絵とCS版の立ち絵が切り替え可能になっている。